# Culusi
Culusi (łac. Diocesis Culusitanus) – stolica historycznej diecezji w Cesarstwie rzymskim w prowincji Afryka Prokonsularna, sufragania metropolii Kartagina. Współcześnie w Tunezji. Obecnie katolickie biskupstwo tytularne.

## Biskupi tytularni
| Lp. | Biskup           | Funkcja                                                           | Od               | Do               |
| --- | ---------------- | ----------------------------------------------------------------- | ---------------- | ---------------- |
| 1   | Joachim N’Dayen  | arcybiskup koadiutor Bangi (Republika Środkowoafrykańska)         | 5 września 1968  | 16 września 1970 |
| 2   | Louis Vangeke    | biskup pomocniczy Port Moresby (Papua-Nowa Gwinea)                | 21 września 1970 | 1 marca 1976     |
| 3   | Asztrik Várszegi | biskup pomocniczy Ostrzyhomia-Budapesztu opat Pannonhalma (Węgry) | 23 grudnia 1988  |                  |